# Robert Escarpit
Robert Escarpit (Saint-Macaire, Gironda, 24 de abril de 1918 - Langon Gironda, 19 de noviembre de 2000) fue un sociólogo, escritor y periodista francés.
Pasó toda su infancia y adolescencia en su tierra natal. Para proseguir estudios universitarios elige la licenciatura en inglés y llega a obtener el título de doctor en letras. 
Milita en el socialismo francés (SFIO, Sección Francesa de la Internacional Obrera) durante los años del Frente Popular, que gobierna Francia en los años 1936 y 1937. Durante la invasión alemana se incorpora a la Resistencia y participa, en 1945, en los combates del Médoc junto a la Brigada Carnot.
Después de la guerra, es secretario general y luego director del Instituto Francés de América Latina en México. Desde 1951 hasta 1970 es asistente de inglés y profesor de literatura comparada en la Facultad de Letras de Burdeos y allí crea, en 1960, el Centro de Sociología de Hechos Literarios, que luego se transformará en el Instituto de Literatura y de Técnicas Artísticas de Masas (ILTAM). Fue fundador del Instituto Universitario de Periodismo de Burdeos en 1970. Será también presidente de la Universidad de Bordeaux III entre 1975 y 1978.
Paralelamente, dirige desde 1958 el Laboratorio de ciencias de la información y de la comunicación, dependiente del Centro Nacional de Investigaciones Científicas (CNRS). 
Colaborador del diario Le Monde, crítico literario para numerosas revistas, fue también redactor de Le Canard Enchaîné (periódico satírico) durante la guerra con Argelia. Fue cronista de Le Matin en 1983. 
Como compañero de ruta del Partido Comunista francés, fue consejero regional de Aquitania entre 1986 y 1992 y candidato a consejero municipal en las listas del PCF. Cofundador de las “Amistades franco-albanesas” y director de la revista Albania, apoyó hasta el final el régimen estalinista de Enver Hoxha.
En Francia publicó durante treinta años, en la primera página del diario Le Monde, un pequeño recuadro de carácter humorístico, erudito, burlesco o anecdótico. El apellido de su autor pasó a designar este género en cualquier otro medio: leer o escribir “un escarpit”. 
Aunque publicó también mucha ficción, en el mundo hispanohablante es conocido fundamentalmente por sus estudios en torno de la sociología del hecho literario, y en una época dominada por los estudios estructuralistas fue uno de los pocos que vinculaba el mundo de las letras (la producción individual, la edición, el consumo, el gusto, etc.) con el ambiente social que le daba origen.

## Obras en español
- Contracorrientes mexicanas: baratillo de impresiones e ideas (Robredo, 1947)

- Historia de la literatura francesa (Fondo de Cultura Económica, 1948)
- El humor (Eudeba, 1962)
- Carta abierta a Dios (Emecé, 1968)
- Sociología de la literatura (Edima, 1968)
- La revolución del libro (Alianza, 1968)
- Hacia una sociología del hecho literario (Edicusa, 1974)
- Escritura y comunicación (Castalia, 1975)
- Teoría de la información y práctica política (Fondo de Cultura Económica, 1983)

## Lista incompleta de sus obras en francés
- Les Londiniennes, 1935
- Précis d'histoire de la littérature anglaise, Hachette, 1950.
- Contes et légendes du Mexique, Fernand Nathan, 1953.
- L'Angleterre dans l'œuvre de Madame de Staël, Didier, 1954.
- Guide anglais, Hachette, 1954 (avec la coll. de Jean Dulck)
- Rudyard Kipling, Hachette, 1955.
- Sociologie de la littérature, Que sais-je? Presses Universitaires de France, 1958.
- Les dieux du Patamba, Fayard, 1958.
- Les deux font la paire, Fayard, 1959.
- Peinture fraîche, Fayard, 1960. (prix de l'humour)
- L'humour, Presses Universitaires de France, 1960.
- Ecole laïque, école du peuple, Calmann-Lévy, 1961.
- Contes et Légendes du Mexique, Fernand Nathan, 1963.
- Sainte Lysistrata, Fayard, 1963.
- Le littératron, roman picaresque, Flammarion, 1964.
- Mes généraux, Fayard, 1965.
- La révolution du livre, Unesco et P.U.F., 1965.
- Lettre ouverte à Dieu, Albin Michel, 1966.
- Le livre et le conscrit, Cercle de la librairie, 1966.
- Honorius, pape, Flammarion, 1967.
- Paramémoires d'un gaulois, Flammarion, 1968.
- Le fabricant de nuages, Flammarion, 1969.
- Le littéraire et le social, éléments pour une sociologie de la littérature, Flammarion, 1970.
- Les somnambidules, Flammarion, 1971.
- Lettre ouverte au diable, Albin Michel, 1972.
- Systèmes partiels de communication (en coll.avec C. Bouazis), 1972.
- L'écrit et la communication. Que sais-je? Presses Universitaires de France, 1973.
- Le ministricule, Flammarion, 1974.
- Appelez-moi Thérèse, Flammarion, 1975.
- Au jour le jour, billets du Monde, Pauvert, 1975.
- Théorie générale de l'information et de la communication, Langue linguistique communication, 1976.
- Vivre la gauche, Flammarion, 1977.
- Les contes de la saint-glinglin, Livre jeunesse, 1973.
- Les reportages de Rouletabosse, Magnard, 1978.
- Le réveillon de Sophie, Magnard 1978.
- Le jeune homme et la nuit, Flammarion, 1979.
- Les vacances de Rouletabosse, Magnard, 1980.
- Petit Gambu, Magnard, 1981.
- Les Va-nu-pieds, Editions Universitaires 1982.
- Les enquêtes de Rouletabosse, Magnard, 1983.
- Les Voyages d'Hazembat (Flammarion):
  1. Marin de Gascogne 1984
  2. Le prisonnier de Trafalgar 1985
  3. Vents et Marées 1986
- Papa 1000, Magnard, 1988.
- Meurtre dans le Pignadar, Hachette 1986
- La ronde caraïbe, Hachette, 1987
- Question d'étiquette, Hachette, 1987
- Le petit dieu Okrabe, La Farandole, 1987
- Carnets d'outre-siècle, Messidor, 1989
- Les fêtes impertinentes, Messidor, 1990.
- Entretiens[1] avec Jean Devèze et Anne-Marie Laulan, 1992, SFSIC, col. « Les fondateurs de la SFSIC »
- Le secret du pilfastron, Bayard, 1992.  *	Un si beau jour pour mourir, 1992.
- Tom, Quentin et le géant Billal, Hachette, 1993.
- Hugo, Charlie et la reine Isis, Hachette, 1995.
- L’information et la communication, théorie générale, Hachette, 1997

- Datos: Q508217